# Antoni Konieczny
Antoni Konieczny (ur. 18 września 1897 w Kłaju, zm. ?) – żołnierz Wojska Polskiego w II Rzeczypospolitej, kawaler Orderu Virtuti Militari.

## Życiorys
Urodził się w rodzinie Kazimierza i Marii z Wróblów. Absolwent szkoły powszechnej. Po ukończeniu nauki pracował w gospodarstwie ojca. W 1912 wstąpił do Drużyn Bartoszowych. W 1914 podjął pracę na kolei jako telegrafista.
W 1919 wstąpił do odrodzonego Wojska Polskiego i otrzymał przydział do 1 szwadronu 8 pułku ułanów. Walczył na froncie wołyńskim pod Berdyczowem, Koziatynem i Łuckiem. W czerwcu 1920 pod Kilikijowem, dopomógł rtm. Krzeczunowiczowi zebrać oddział z cofających się ułanów i z ich pomocą, dając przykład niesłychanej wprost odwagi, doprowadził do powstrzymania i odparcia naporu wroga. Za czyn ten został odznaczony Krzyżem Srebrnym Orderu Virtuti Militari.
Po wojnie zdemobilizowany podjął pracę na stacji kolejowej w Kłaju. 
Żonaty z Katarzyną z Wojasów, córki: Maria (ur. 1923) i Anna (ur. 1924).

## Ordery i odznaczenia
- Krzyż Srebrny Orderu Virtuti Militari nr 4384[3]